# Nickelodeon Kids’ Choice Awards 2013

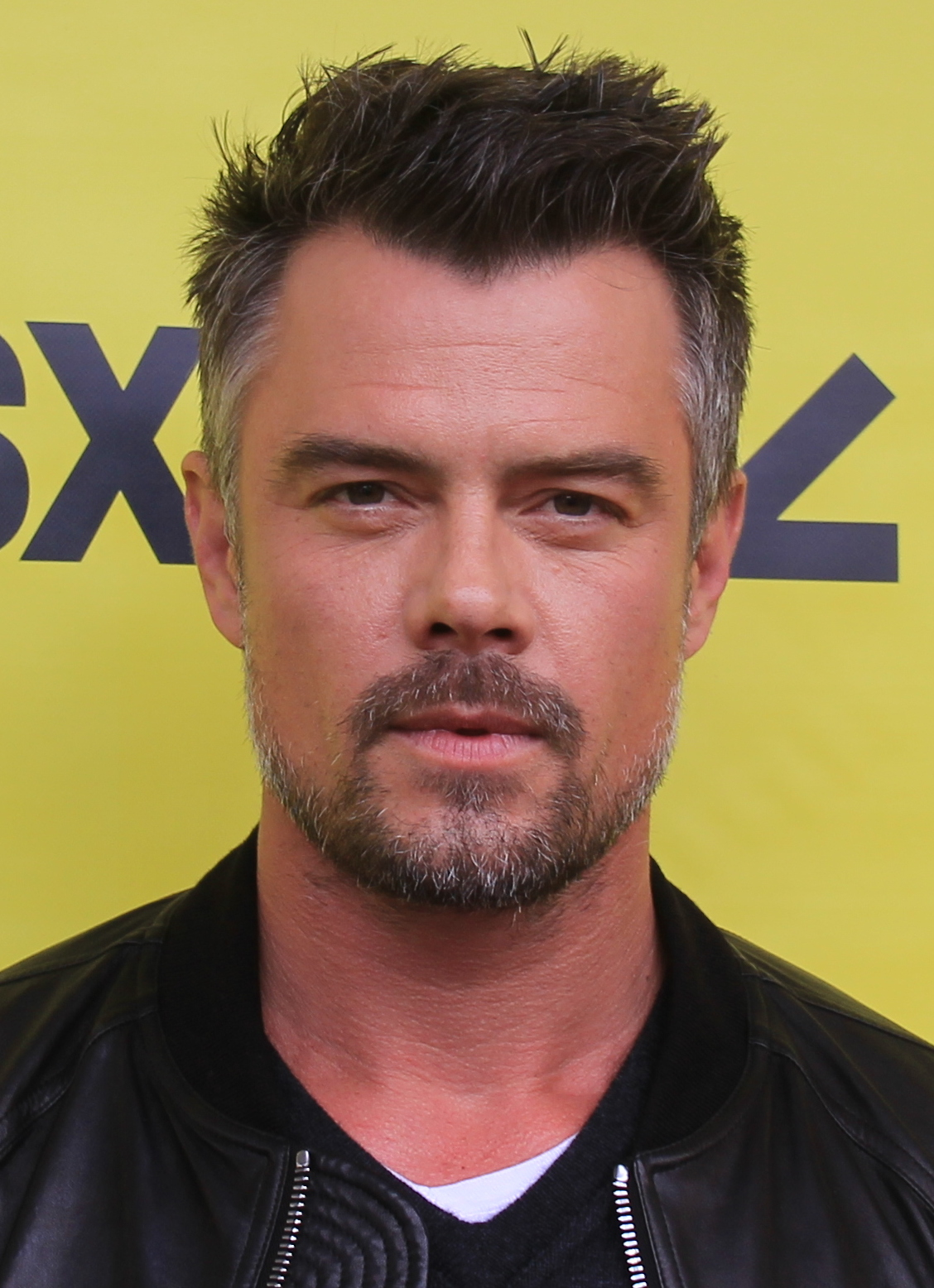
Moderator Josh Duhamel (2017)

Die Nickelodeon Kids’ Choice Awards 2013 fanden am 23. März 2013 im Galen Center der University of Southern California in Los Angeles statt. Es war die 26. Verleihung der „Blimp“-Trophäen seit der ersten Verleihung unter dem Namen The Big Ballot im Jahr 1987. Moderiert wurde die Show von dem US-amerikanischen Schauspieler Josh Duhamel. Die Vorberichte vom roten Teppich (Pre-Show) wurden von Daniella Monet moderiert. Im deutschsprachigen Raum wurde die Sendung einen Tag später bei Nickelodeon ausgestrahlt. Für Deutschland berichtete Julia Schäfle.

## Live-Auftritte
- Pitbull feat. Christina Aguilera – Feel This Moment
- Kesha – We R Who We R / C’Mon

## Kategorien
Die Gewinner sind fett angegeben.

### Fernsehen
| Lieblings-TV-Serie - Meine Schwester Charlie - iCarly - Victorious - Die Zauberer vom Waverly Place Lieblings-TV-Schauspielerin - Miranda Cosgrove – iCarly - Selena Gomez – Die Zauberer vom Waverly Place - Victoria Justice – Victorious - Bridgit Mendler – Meine Schwester Charlie Lieblings-TV-Schauspieler - Jake T. Austin – Die Zauberer vom Waverly Place - Lucas Cruikshank – Marvin Marvin - Ross Lynch – Austin & Ally - Carlos Pena Jr. – Big Time Rush | Lieblings-Cartoon - Cosmo und Wanda – Wenn Elfen helfen - Phineas und Ferb - Tom und Jerry - SpongeBob Schwammkopf Lieblings-Reality-Show - American Idol - The Voice - America’s Got Talent - WipeOut – Heul nicht, lauf! |

### Film
| Lieblings-Kinofilm - The Amazing Spider-Man - Marvel’s The Avengers - Gregs Tagebuch 3 – Ich war’s nicht! - Die Tribute von Panem – The Hunger Games Lieblings-Schauspielerin - Vanessa Hudgens – Die Reise zur geheimnisvollen Insel - Scarlett Johansson – Marvel’s The Avengers - Jennifer Lawrence – Die Tribute von Panem – The Hunger Games - Kristen Stewart – Breaking Dawn – Biss zum Ende der Nacht, Teil 2 Lieblings-Schauspieler - Johnny Depp – Dark Shadows - Andrew Garfield – The Amazing Spider-Man - Zachary Gordon – Gregs Tagebuch 3 – Ich war’s nicht! - Will Smith – Men in Black 3 Lieblings-Animationsfilm - Merida – Legende der Highlands - Ice Age 4 – Voll verschoben - Madagascar 3: Flucht durch Europa - Ralph reichts | Lieblings-Stimme - Chris Rock – Madagascar 3: Flucht durch Europa - Adam Sandler – Hotel Transsilvanien - Ben Stiller – Madagascar 3: Flucht durch Europa - Taylor Swift – Der Lorax Lieblings-Verklopperin - Anne Hathaway – The Dark Knight Rises - Scarlett Johansson – Marvel’s The Avengers - Jennifer Lawrence – Die Tribute von Panem – The Hunger Games - Kristen Stewart – Snow White and the Huntsman Lieblings-Verklopper - Robert Downey Jr. – Marvel’s The Avengers - Andrew Garfield – The Amazing Spider-Man - Chris Hemsworth – Marvel’s The Avengers - Dwayne Johnson – Die Reise zur geheimnisvollen Insel |

### Musik
| Lieblings-Band - Big Time Rush - Bon Jovi - Maroon 5 - One Direction Lieblings-Sängerin - Adele - Pink - Katy Perry - Taylor Swift | Lieblings-Sänger - Justin Bieber - Blake Shelton - Bruno Mars - Usher Lieblings-Lied - Call Me Maybe – Carly Rae Jepsen - Gangnam Style – Psy - We Are Never Ever Getting Back Together – Taylor Swift - What Makes You Beautiful – One Direction |

### Sport
| Lieblings-Athlet - LeBron James - Michael Phelps - Tim Tebow - Shaun White | Lieblings-Athletin - Gabrielle Douglas - Danica Patrick - Serena Williams - Venus Williams |

### Andere
| Lieblings-Bösewicht - Reed Alexander – iCarly - Simon Cowell – The X Factor - Tom Hiddleston – Marvel’s The Avengers - Julia Roberts – Spieglein Spieglein – Die wirklich wahre Geschichte von Schneewittchen Lieblings-Buchreihe - Gregs Tagebuch - Harry Potter - Die Tribute von Panem - Das magische Baumhaus | Lieblings-Apps - Temple Run 2 - Angry Birds - Fruit Ninja - Minecraft Lieblings-Videospiel - Just Dance 4 - Mario Kart 7 - Skylanders Giants - Wii Sports |

### Deutschsprachiger Raum
Zusätzlich zu den US-amerikanischen Kategorien konnte im deutschsprachigen Raum für den Lieblingsstar: Deutschland, Österreich, Schweiz gestimmt werden. Diese Auszeichnung wurde ebenfalls in Los Angeles vergeben.
Lieblingsstar: Deutschland, Österreich, Schweiz
- Lena Meyer-Landrut
- Daniele Negroni
- Luca Hänni
- Cro